# Baie de Cárdenas
Pour les articles homonymes, voir Cárdenas.
La baie de Cárdenas (en espagnol : Bahía de Cárdenas) est une baie peu profonde de la côte nord de Cuba, dans la province de Matanzas.

## Géographie

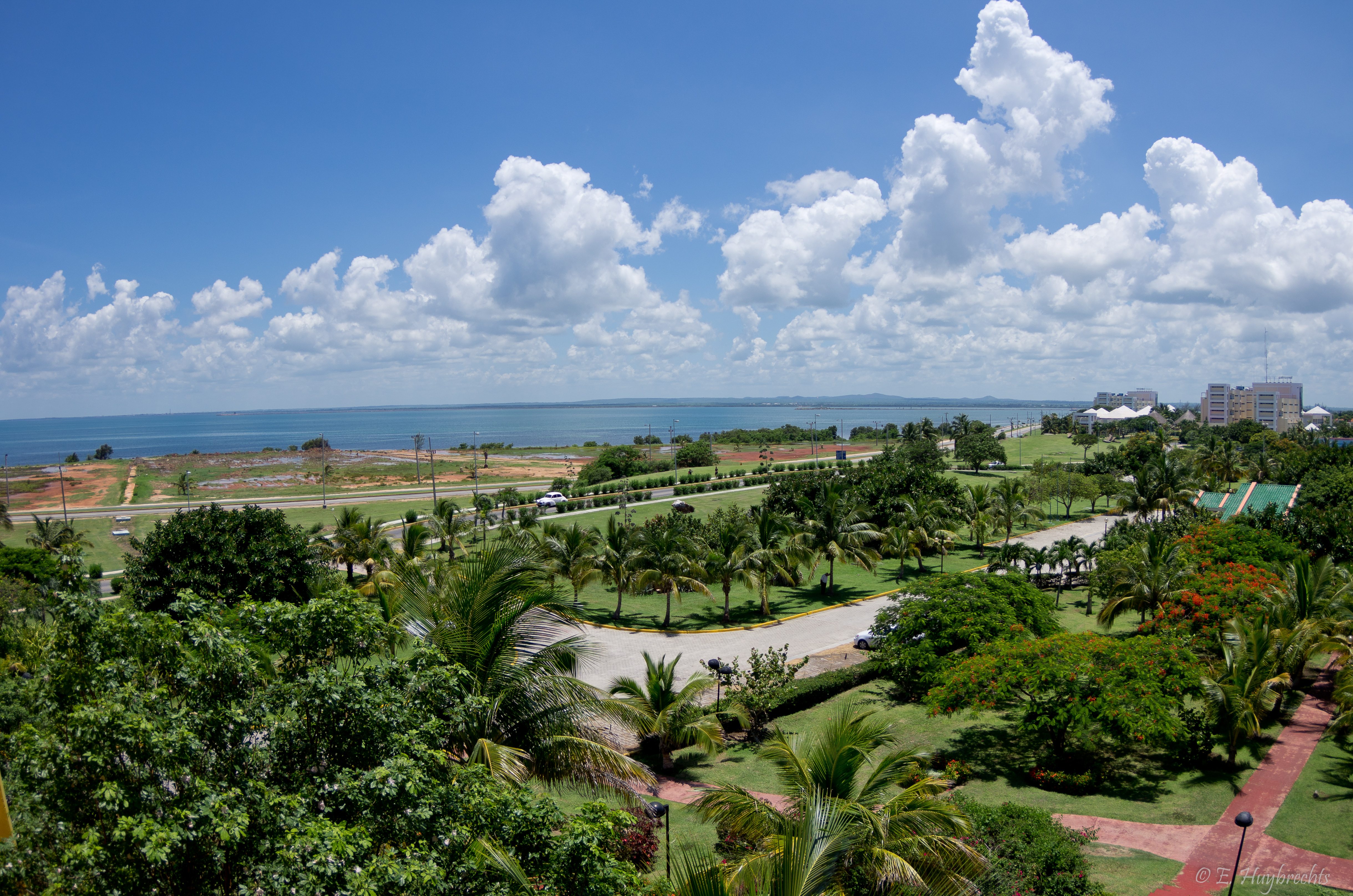
Vue sur la baie de Cárdenas

La baie est située sur la côte cubaine, en face du chenal Nicholas. Elle est délimitée au nord par la péninsule de Hicacos. Au nord-est, elle est bordée par les cayes de l'archipel Sabana-Camagüey, comme Cayo Cruz del Padre, Cayo Galindo et Cayo Cinco Leguas. Au sud-est, elle est limitée par les zones humides littorales et les mangroves de Martí, ainsi que par la baie de Santa Clara. Le port et la ville de Cárdenas sont situés sur la rive sud-est de la baie.
Cette baie a une superficie totale de plus de 250 km2. Un canal de navigation artificiel, le chenal Kawama, relie la baie au détroit de Floride, au sud de la ville de Varadero.
Outre le port industriel de Cárdenas, des ports de plaisance bordent la baie à Siguapa et Júcaro. Les eaux de la baie de Cárdenas sont aussi utilisées pour la pêche au homard. Du pétrole est extrait dans la partie sud de la baie grâce à des plates-formes de forage.

## Histoire
La baie a été le théâtre du combat de la baie de Cardenas, le 11 mai 1898, un des rares revers américains de la Guerre hispano-américaine.

## Source
- (en) Cet article est partiellement ou en totalité issu de l’article de Wikipédia en anglais intitulé « Bay of Cárdenas » (voir la liste des auteurs).